# トランスベスティゲーション
トランスベスティゲーション（英語: transvestigation）とは、主に写真や動画などの証拠を通じて、他人の身体的な性別を間接的に探ろうとすることを指す。
2010年代後半から2020年代初頭にかけて広がった陰謀論の一種であり、アスリート、政治家、歴史上の人物を含む多くの著名人がトランスジェンダーであると主張する。「transgender」と「investigation」を組み合わせたかばん語である。

## 概説
性同一性はその人の体験するジェンダーに基づくものであり、外見などの表面上から判定することができない。つまり、その人がシスジェンダーなのかトランスジェンダーなのかは、本人がカミングアウトしていない限りは不明なものである。
しかし、インターネット上には、主に写真や動画などの情報に基づいて「あの人は実はトランスジェンダーなのである」と他人を勝手に断定する人たちが存在し、この行為をトランスベスティゲーションと呼ぶ。
ソーシャル・ネットワーキング・サービスや動画サイトなどには、トランスベスティゲーションにのめり込む人たちからなるグループが存在し、そうした人は「トランスベスティゲーター（transvestigator）」と呼ばれている。
トランスベスティゲーターたちは、有名人の画像などを基に独自に分析を行い、勝手に性同一性や出生時に割り当てられた性別などを断定する。ほとんどの場合、人体の骨格の極端な単純化に基づいている。頭蓋骨、他の骨格、顔の特徴、体型を計測するデジタル・ツールが用いられることもある。骨相学に似た考え方であり、これらの行為はパレイドリア現象などの確証バイアスに影響されているとの指摘もある。
セレブリティ、政治家、アスリートなど、さまざまな人がトランスベスティゲーションの調査対象にされている。例えば、女性アスリートは、スポーツ競技で優勝するとトランスジェンダーであると決めつけられて非難されることがある。ターゲットにされる多くの人物は実際はシスジェンダーである。ときにはコンピュータゲームの登場キャラクターがトランスベスティゲーションの対象にされることもある。
オンライン陰謀論を専門とするRMIT大学のジェイ・ダニエル・トンプソン博士によれば、トランスベスティゲーションの起源にあるものは「有名人の性に関するゴシップ、トランスジェンダーを含む性やジェンダーの多様性に対するモラル・パニック」などである。Qアノンなどの他のオンライン陰謀論との共通点も指摘されており、同質の潜在的な危険性がある。ただし、トランスベスティゲーターが必ずしもQアノンや極右とは限らない。保守的なキリスト教などによる悪魔崇拝パニックとの類似性も言及されている。
トランスベスティゲーションは「権力を握っている人物はみんな実は隠れたトランスジェンダーである」という陰謀論ともみなされている。「イルミナティが新世界秩序の実現のために大衆をコントロールするべく子どもたちにホルモンを与え、その子たちがトランスジェンダーの大人になって世界の有力な地位につき、トランスジェンダー・アジェンダ（トランスジェンダリズム）を進めている」と主張する人もいる。ファクトチェックを専門に行うメディア「スノープス」のウェブプロデューサーでトランスベスティゲーションを精査したイズ・ラマデリンは「トランスジェンダーの人々が社会を乗っ取っている」という思考が背景にあると指摘している。
基本的にトランスベスティゲーションは、性別を表現する正しい方法と間違った方法があるという考え（性別二元論）に基づいており、特定の性別の人々がどう見えるか、どう行動すべきか（性役割）を取り締まることに繋がっている。これらの言動は、トランスフォビアとされる反トランスジェンダーの立場にある一部の人々が、トランスジェンダー当事者やLGBTコミュニティに対して行っている差別や偏見と同一とされる。TERFとも呼ばれるトランスフォビアな女性たちの中には「自分はトランスジェンダーを見分ける能力がある」と思いこむ人もいる。「GLAAD」は、トランスベスティゲーションは「反LGBTのオンライン憎悪と偽情報のほんの一例」に過ぎないと述べている。
トランスベスティゲーションの歴史は正確には整理されていないが、2017年に極右の陰謀論者であるアレックス・ジョーンズが「ミシェル・オバマは男性であるという確かな証拠を持っている」と主張するなど、主流の陰謀論からの派生が確認されている。